# San Benedetto Challenger
Il San Benedetto Challenger è stato un torneo professionistico di tennis giocato su campi in terra rossa. Faceva parte dell'ATP Challenger Series. Si è giocato a San Benedetto del Tronto in Italia per sole due edizioni nel 1981 e 1982. 

## Albo d'oro

### Singolare
| Anno | Campione          | Finalista          | Punteggio |
| ---- | ----------------- | ------------------ | --------- |
| 1981 | Adriano Panatta   | Corrado Barazzutti | 6–3, 6–2  |
| 1982 | Željko Franulović | Ilie Năstase       | 6–4, 6–1  |

### Doppio
| Anno | Campioni                         | Finalisti                      | Punteggio     |
| ---- | -------------------------------- | ------------------------------ | ------------- |
| 1981 | Paolo Bertolucci Adriano Panatta | Marco Alciati Mike Barr        | 6–4, 6–3      |
| 1982 | Ilie Năstase Florin Segărceanu   | Gianni Marchetti Enzo Vattuone | 5–7, 7–6, 7–6 |